# Crataegus helvina
Crataegus helvina är en rosväxtart som beskrevs av William Willard Ashe. Crataegus helvina ingår i Hagtornssläktet som ingår i familjen rosväxter. Inga underarter finns listade i Catalogue of Life.